# Clathria campecheae
Clathria campecheae är en svampdjursart som beskrevs av Hooper 1996. Clathria campecheae ingår i släktet Clathria och familjen Microcionidae. Inga underarter finns listade i Catalogue of Life.